# Szürkevíz
A szürkevíz a háztartásokban (esetleg iparban) már felhasznált, így ivásra már nem alkalmas víz, ami más célokra, így például takarításra, WC-öblítésre, esetleg öntözésre még felhasználható. A szürkevíz jellemzően mosásból és mosakodásból, esetleg mosogatásból származik, és enyhén szennyezett víz, ami nem tartalmaz emberi ürüléket. A szürkevíz elnevezés nem a víz színére vonatkozik, hanem a fekete (erősen szennyezett, ürüléket is tartalmazó) és a fehér (ivóvíz) megjelölés közötti átmenetre utal.
Elvileg a sem vizeletet, sem székletet nem tartalmazó kommunális/háztartási használtvizet nevezzük szürkevíznek. Patogén baktériumok csak nagyon kis mértékben fordulnak elő benne, emiatt az ilyen szennyvíz kezelése is könnyebb, elővigyázatosan felhasználva a közegészségügyre nézve ártalmatlan, azonban egy napnál további tárolása során a baktériumok kockázatos mértékben elszaporodhatnak benne. Gyakorlatilag a mosdó, zuhanyzó, fürdőkád használatakor a tisztálkodás során kis mértékben ürülék, kórokozó is kerülhet bele. A mosogató használatakor keletkező szennyvizet általában nem tekintik szürkevíznek annak zsír-, olaj- és ételmaradék-tartalma miatt.  Magyarországon a szürkevíz minőségére, felhasználhatóságára vonatkozó célzott szabályozás jelenleg nincs. (2022)

## Keletkezése
Ahhoz hogy normál életvitel mellett a háztartásban ürülékmentes használtvíz képződjön, két út vezet:
- Elkülöníteni (szeparált csatornavezetéssel) a lakás vízöblítéses WC-je elfolyó vizét a többi vízfelhasználó hely használtvizétől (mosdó, zuhanyzó/fürdőkád, mosogatógép, konyhai csapok).
- Az elkülönítés leghathatósabb fajtájával élni: száraz toalettek[4] használata során minden használtvíz szürkevíz lesz.

Amennyiben megvalósítható, nyilvánvalóan az első lenne a preferált elrendezés, mert az ürüléket is tartalmazó víz kezelése több oldalról nézve is nehézkes: a sérülékeny közcsatornázás mellett (amik felügyelete rendkívül esetleges, karbantartása nehézkes, megújítása, kapacitásbővítése nagy költségekkel és felfordulásokkal jár) speciális elrendezések sorát igényli, és mégis maradó problémákkal terhelt.

## Tulajdonságai
A szürkevíz tulajdonságait – és egyben a felhasználhatóságát – az összetevői határozzák meg. Potenciális értékké, ún. másodlagos erőforrássá a túlnyomó hányadát kitevő víz teszi. A felhasználhatósága limitációit, ill. azok behatárolását a benne oldottan és szuszpendáltan jelenlevő komponensek adják.
Ezek összetevőit – egyszersmind a szürkevíznek az összesített vízhasználattal szembeni különleges szerepét – onnan láthatjuk viszonylag egyszerűen, mégis markánsan megvilágítva, ha a háztartásból (általában vízzel tovaöblítve) naponta eltávozó anyagok négy paraméterére összpontosítunk:

### A fertőzőképességet hordoz(hat)ó bakteriális anyag összessége

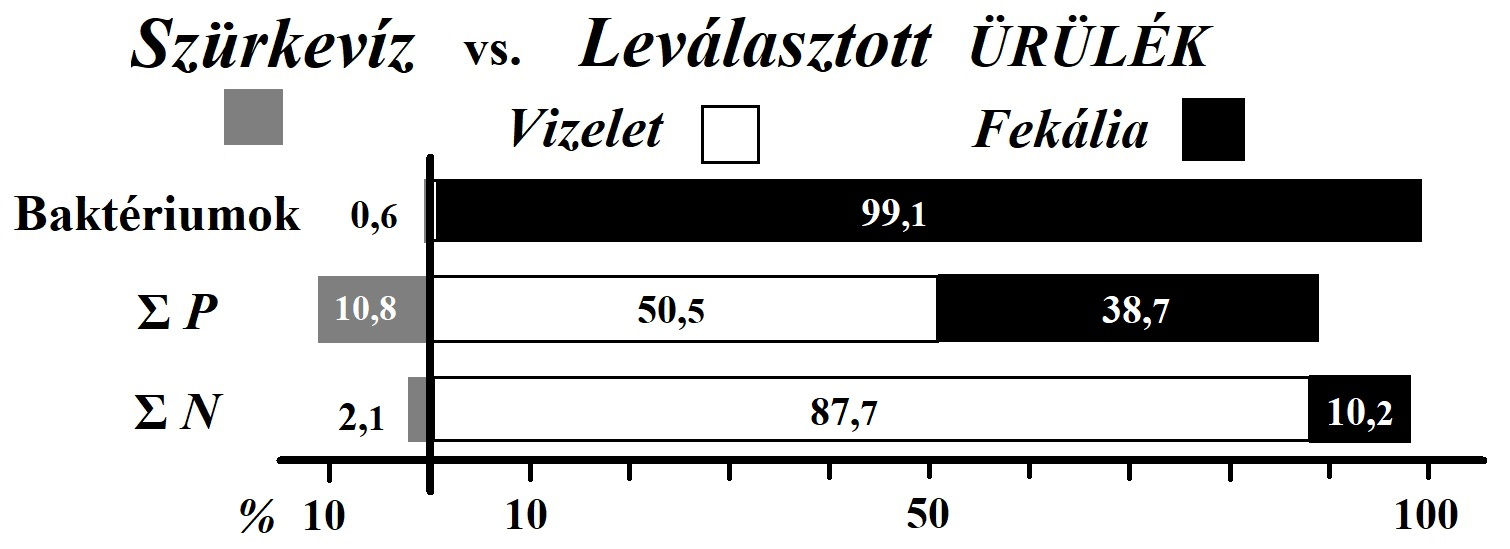
Az össznitrogén, az összfoszfor és a baktériumok arányai (%-ban kifejezve) a szürkevízben ill. azonos időszak alatt képződött emberi ürülékben

Ennek több mint 99%-a a székletben található. Már ez az egyetlen adat is elegendő motivációval kellene bírjon ahhoz, hogy a vízbe kerülő inputok szétválasztassanak. (Megjegyzendő, hogy ezen baktériumoknak csupán a töredéke potenciális kórokozó, ám azok szétválaszthatatlanul megbújnak társaik közt.)

### A nitrogén- és foszfortartalmú vegyületek összessége
A nitrogén (N) és a foszfor (P) túlnyomó hányada szintúgy az ürülékeinkben van. A vizeletben ~88% N és ~50% P, míg a székletben ~10% N és ~39% P található.
Nem is csoda, hiszen az ürítés kettős funkciójából mindez egyenesen következik. Ami: 
- A magunkhoz vett (és a szervezetünk által feldolgozott) táplálék fölösnek ítélt alkotóitól megszabadulni,
- A szervezetünk rutinkarbantartásaként annak elöregedett/sérült sejtjeit metabolizáltan eltávolítani.

Mivel mindkét végtermék eredetileg táplálékeredetű, az ezekbe beépített nitrogén és foszfor „körforgalmáról” van voltaképpen szó. Természetükből adódóan ezek a nitrogén-foszfor tartalmat organikus formában (szénvázhoz kötötten) hordozzák.
Ezek közül csupán egyetlen vegyület viselkedik labilisan: a vizelet karbamidja – ami azonban a vizelet össznitrogén-tartalmának nagy részét adja. A karbamid ugyanis – a vizes közeg háborítatlanságában – a szervezetünkből kikerülve, a kísérő enzimek bontó hatására, relatíve gyorsan bomlik NH3 és CO2 alkotókra.
Az ürítéseinken túl, a használtvízbe kerülő komponensek nitrogén- és foszfortartalma meglehetősen csekély. Mennyiségüket szaporíthatja ha túl sok ételmaradék kerül (akár a konyhai előkészítéskor, akár az étkezési edények mosogatásakor) a konyhai lefolyóba, valamint ha a mosáshoz használt detergensek foszfáttartalmúak. (Ezek tudatos visszafogásával (mosószer foszfátmentesre cserélése) a szürkevíz összes foszfortartalma jelentősen csökkenthető.)
Mivel a jelenlegi szennyvízkezelés gyakorlata szerint a végvizek az élővizekbe vezettetnek, a nitrogén-foszfor tartalom kritikus, mert ezek az eutrofizáció előidézői és felgyorsítói. Amennyiben tehát a szokásos szennyvíz helyébe a jóval csökkentebb nitrogén-foszfor tartalmú szürkevíz lép, úgy lényegesen kisebb effektussal kell számolni. Valójában zéróeffektushoz is eljuthatunk a szürkevízzel: mivelhogy patogénmentes, az közvetlenül kibocsátható a talajra, ahol a nitrogén-foszfor nem az eutrofizációhoz járul hozzá, hanem leendő tápanyag a talaj mikroorganizmusai számára.

### Az oxidábilis szerves anyag össztömege
E tekintetben a megoszlás nagyjából egyenlő: tömegében csaknem azonos mennyiségű az ürülékekben levő szerves (azaz: szénvázas) anyag azzal, ami a szürkevízbe kerül. Az alapvető különbség (az előzőekben említettekből következően) annyi, hogy a szürkevíz szerves anyagai jobbára nitrogén- és foszformentesek, azaz csupán szén-, hidrogén- és oxigénatomokból felépülő vegyületek közössége, s ily módon az egyetlen teher, amit további sorsában a környezetre róhat, az abból az oxigénigényből adódik, ami az átalakulásukhoz szükségeltetik. 
Ezen szempont alapján kell mérlegelni az elbocsátását, ami szerencsésen az előbb említettel egy irányba mutat: Az élővizekben ezek a C+H+O felépítésű szerves anyagok sem igazán kívánatosak (erősen csökkenthetik a vízben oldott oxigén tartalmát – ami nélkülözhetetlen a felsőbbrendű vízi élőlények számára), míg a talaj mikrobiális élővilágára nézve (ami nélkül a talaj csak élettelen ásvány lenne) éppenséggel kedvező hatásúak.
E rendkívüli diverzitású molekulák összességét méréstechnikailag egy kalap alá hozza az ún. kémiai oxigénigény (KOI).

### További komponensek
- Nem beszéltünk itt az eseti szervetlen alkotókról, amik közt legáltalánosabb az a por, ami kézmosáskor, földes konyhai alapanyagok leöblítésekor, valamint a szennyes ruhák mosásából adódik, s ami egyfajta ballasztanyagként van a vízben jelen. Ez ártalmaknak nem forrása, a későbbi öntisztulásban pedig e részecskék mint adszorpciós gócok vesznek részt.
- Problémák forrását adhatja azonban a meggondolatlanság. Így erélyesebb vegyszerek túlzott bevitele erősen megváltoztathatja a kimenő szürkevíz környezeti behatását. Pl. a hipó (NaOCl) mértéken felüli használata oxidációs stressznek tehet ki számos hasznos baktériumtörzset, réztartalmú szerek pedig még több baktériumot ölhetnek el.
- Ha pedig egyéb nehézfémek kerülnének a szürkejellegű használtvízbe, akkor az elbocsátás elé komolyabb akadályok gördülhetnek. Ugyanez a helyzet, ha bármi egyéb xenobiotikum[* 2] (pl. festék) kerülne bele. Emiatt lehet csak rendkívül korlátozott értelemben beszélni ipari eredetű szürkevízről.

Ugyanakkor xenobiotikumok (a gyógyszereken túl – amik viszont metabolitjaikkal együtt normálisan a széklettel és vizelettel távozva eleve nem kerülnek a szürkevízbe) bármikor részei lehetnek a mindennapi háztartás életének is. Ezeknek a helye a szilárd-hulladékban van. Éspedig – amennyiben a helyzet kínálja/engedi – az alomszék tartalmához adagolva. Az alomszéktartalom utókomposztálása ugyanis pontosan az a folyamat, amely a leghatásosabban képes lebontani a legkülönfélébb xenobiotikumokat (mégpedig különösebb hozzáadott erőfeszítések nélkül). – Amennyiben ezek az elvitelre kerülő szilárd szemétben landolnak, úgy további sorsuk követhetetlen, bizonytalan.

## Felhasználása

### Eseti felhasználás
Az azonnali felhasználására irányuló törekvések közt előresorolt a WC-öblítésre visszavezetése.
- Alkalmas vécéöblítéshez
- Jó felmosáshoz, öntözéshez, ruhaáztatáshoz, növények locsolásához, takarításhoz, bizonyos ruhamosási feladatokhoz (mosószeres áztatás), kocsimosáshoz.[9]
  - Bizonyos felhasználásokhoz a szürkevizet hosszabb-rövidebb ideig tárolni kell, mint például vécéöblítéshez
  - Elképesztő félreértések sorozata: nagyobb mennyiségben a foszfor, a nitrogén, valamint a nátrium-, kalcium-, kálium- és magnéziumsók, továbbá a klór okozhatnak problémát, mivel megváltoztathatják a talaj vegyi viszonyait. Ezen elemek viszont már a bejövő vízben is jelen vannak, és természetes talajalkotók. Ez helyénvaló lehet ott, ahol a száraz toalettre átállás ill. berendezkedés nem lehetséges.

Ismert azonban, hogy a teljes vízhasználatnak általában 30%-a a WC-hez kötődik, ami azt jelenti hogy a ~70%-ra visszaszoruló vízhasználatnak több mint a fele valahol még elhelyezésre vár.

### Figyelembe veendő tényezők
Szokásos felhasználási lehetőségként említik még a zsurnaliszta-hírforrások a takarítást, az autómosást, valamint a kertöntözést. Tudnivaló azonban, hogy a szürkevíz – életviteltől függően – meglehetősen sok szerves anyagot hordoz (ételmaradékok a mosogatóból, szappan, sampon, fogkrém a fürdőszobából, mosó- és mosogatószerek). Mindezek jelenléte miatt a szürkevíz kezdeti stabilitása rendkívül kicsi, gyors és intenzív változásokon megy át.
- A változás gyorsaságára utaláson túl: „a szürke szennyvíz tárolása csak rövid ideig lehetséges (javasolt a 24 óra, de 48 óránál tovább semmiképpen), a baktériumok elszaporodása, szennyezettség megnövekedése, fertőzésveszély miatt.”
- „Szürke szennyvíznek minősül az összegyűjtött esővíz is, hiszen önmagában ez is szennyezett.”
- „Meggondolandó továbbá a mosdókagyló használt vize is, hiszen egyes esetekben magasabb szennyezettséggel rendelkezhet, így célszerűbb annak fekete szennyvízzel történő elvezetése.”
- Fizikai megjelenésében relatíve gyorsan képez habos felülúszó részt és alul kiülepedő zagyot egyaránt. Ezek hátterében zömmel a rendkívüli oxigénigénye áll, ami teljesülése nélkül a rothadás kerül túlsúlyba. Ez utóbbi elkerülhetetlen szaghatással jár, míg maga a rothadás ill. oxidáció a fel- és kiülepedést okozó termékek minőségét és mennyiségét igazgatja. Ezek okán a lakáson belüli szürkevíz-tározás (akár az eseti felhasználás alatt megjelölt célra is) több problémát vethet fel, és számos (naivan elképzelt) másodfelhasználási lehetőséget kizár. Maradna hát egyedüliként a kertöntözés (ami viszont az összes közül a leghasznosabb). – Amit szintúgy nem könnyít meg (és nem tesz vonzóvá) az alul-felül képződő maradék.[* 3]

### A főirány
Mindezek abba az irányba hatnak, hogy általánosságban célszerűbb lehet a felhasználás elnapolt módja, mely elnapolással a rendszer stabilizálódása előrehalad: Az üledék és a felülúszó közti víztest feltisztul, eléggé ahhoz hogy az onnani vízkivét már uszadékmentes legyen. Az elnapolásnak azonban velejárója a felhalmozódás, ami tehát tározót kíván, s ennek elhelyezése a házon kívülre célszerű – ahol a zajló folyamatokat kísérő szageffektusok sem kívánnak erélyes közbelépést. Ezek után áll rendelkezésünkre a már letisztult szürkevíz, mint másodlagos erőforrás – immár akár tetszés szerinti felhasználásra.

### Iránytartás
Rendkívül fontos kiemelni, hogy még a többször tisztított szürkevíz is tartalmaz annyi (oldott/szuszpendált) szerves anyagot, ami élővízbe vezetése esetén tápanyagaival hozzájárul az ottani eutrofizációhoz. Emiatt a szürkevíz-felhasználás végállomása lehet a talaj is, ahol ez a maradék szerves anyag a talajedafont gazdagítva károkozás helyett előnyt jelent.

## Helyzetértékelés
Erre nem csupán a fogyó, valamint minőségében is romló elérhető vízkészletek kényszerítenek bennünket, de efelé hajt az is, hogy egyszerűsödjék a használtvizünk visszaforgatása, ha lehet minden tekintetben. Éspedig akként, hogy – ha mód van rá – egyszerre váljék az effektívebbé mind a kisebb környezetterhelés, mind a szükséges felépítmények és azok működtetése, mind a költséghatékonyság tekintetében.

## A szürkevíz fogalmának használata

### A magyarországi tömegkommunikációban
Megállapítható ugyanakkor, hogy a helyzet rendkívül bonyolult, ami nem segíti sem a dolgok értését, sem a tennivalók kibontakozását. A tájékoztató források nem egységesek a legelemibb tekintetben sem. Így:
- keveredés észlelhető a szürkevíz és az esővíz beazonosításakor,[12]
- nem egységes annak a megítélése, hogy a konyhai lefolyó vajon szürkevizet avagy feketevizet produkál,[12][14][9]
- még kevésbé megállapodott a lehetséges felhasználások köre,[1]
- ami pedig a szürkevíz utókezelését illeti, ott általános gyakorlat a találgatások feltevésekbe öltöztetése, amit azonmód kész receptként tálalnak.[9][12][15].

### Szakmai körökben
A tömegkommunikációban tapasztalható fogalmi eltérések a jelenkori akadémiai művekben is megtalálhatók.
Magyarországon Ligetvári Ferenc (Bitesz elnök) a „részlegesen” tisztított szennyvizet azonosítja szürkevízként. A dolgok tisztázatlanságát fokozza a részleges tisztításra vonatkozó elképzelés, és az is, hogy ennek megvalósítását is csak fokozatosan tartja elképzelhetőnek.
Szintén más fogalmi kört használ Gayer Józsefnek az integrált vízgazdálkodás szemléletét megcélzó MTA doktori dolgozata, mind a vizsgálat elsődleges tárgyát képező csapadékvíz tekintetében, mind a szürkevíz potenciálját illetően.
Gayer szerint „A csapadékvíz szennyezettsége esetenként jelentősebb mértékű lehet, mint a kommunális szennyvízé”, valamint két ízben is lefekteti, hogy „rendszerbe foglalt bemutatásuk, a csapadékvíz-elhelyezés (beleértve a széles értelemben vett gazdálkodás minden szempontját), mint fennálló probléma belső kezelésének és kapcsolódásainak átfogó elemzése mindeddig hiányzott a szakirodalomból, jóllehet ez nélkülözhetetlen a települési vízgazdálkodás fenntarthatóságának elérése érdekében.” Ez utóbbiból azt a következtetést lehet levonni, hogy nem ismeri, vagy nem ismeri el Országh József „VÍZGAZDA” koncepcióját, illetve nem foglalkozik prioritásként az esővíz felhasználásának legegyszerűbb lehetőségeivel.[pontosabban?] A szürkevíz felhasználása kapcsán pedig – rövid kitérőt követően – az a véleménye, hogy az leginkább WC-öblítésre használható.

### Világviszonylatban
Valamivel határozottabb körvonalakkal bírnak a területet célzó külhoni források.
Az ottani letisztultabb nézetek ellenére megfigyelhető, hogy a terület fejlődése kibontakozásának határokat szabó keretek előretörése gyorsabb ütemű, mint a kívánatos eredmények előállása.[pontosabban?]

### A kutatások szintjén
A szürkevíz tisztításáról, számtalan dolgozat és áttekintés készült: a legkülönfélébb technológiákkal, eredményekkel és végkövetkeztetésekkel foglalkoznak jobbára külföldi szerzők. Folyamatosan jelennek meg ilyen összegzések. A természetközeli adaptációktól kezdve az elektro-koagulációval kapcsolt membrán-bioreaktor elrendezésig terjedő skála áttekintése nem egyszerű feladat, néhány kiragadott következtetés azonban útmutatással szolgálhat:
1. A szürkevíz szennyező anyagainak biodegradációja (magában a közegben) lassú folyamat.
2. A szennyezők eltávolítása fő mechanizmusa a kiülepedés és az adszorpció.
3. Maga a kezelés anaerob volta nem eredményezi az oldott N+P formák koncentrációinak a csökkenését.
4. Szűrők alkalmazása kétes, nem ajánlott: nem képez abszolút gátat a patogén alkotók előtt, de könnyen eltömődhet.
5. Az anaerob feltételek kedvezőek, ha magas kémiai oxigénigény mellé (KOI) alacsony N+P társul. (Az utóbbiak hiánya miatt az építkező aerob baktériumok növekedése gátolt.)
6. Minden egyéb variálás mellett az eredményességben két faktor perdöntő: a hidraulikus tartózkodási idő (HRT, hydraulic retention time, azaz: mennyi időt is tölt el a szürkevíz a kezelő rendszerben), és az iszapvisszatartási idő (SRT, sludge retention time, az iszapüledéknek a közegben való képződése és a kitermelése (szükségessége) között eltelt idő).

## Egy új szennyvíztisztítási rendszer haszna
Az indikált kutatások igazolják, hogy az a rendszer, amelynek tágabb kontextusban a biomassza-megőrzés a célja, s amely a vízzel kapcsolatos 6 főtételben rögzített tennivalókat e központi elem figyelembevételével oly eredményesen a fenntarthatóság medrébe képes visszaterelni, pontosan az előző szakasz útmutatójának hat pontja mentén haladva biztosítja sikerrel a háztartási szürkevíz problémamentes kezelését és visszavezetését.

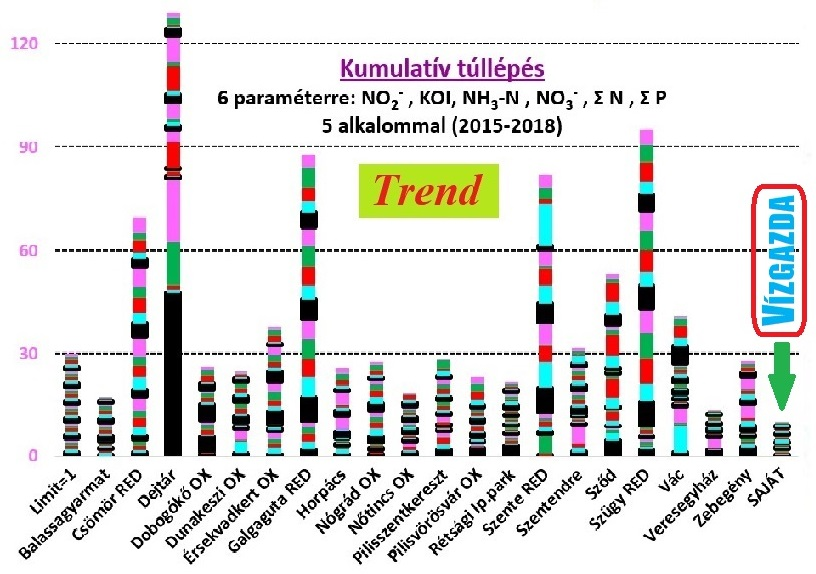
20 szennyvíztisztító telep vs. passzív Szürkevízkezelő elfolyóvizei minősége: 6 paraméterre, 5 méréssel 2015–2018 között, a megengedett határértékek túllépése tükrében.

Érzékelteti ezt az a projekt is, ami öt, 3 év alatt történt méréssel teszi egymás mellé a művi szennyvíztisztító telepek eredményeit és az alomszékhasználat mellett képződő háztartási szürkevíz beavatkozásoktól mentes tisztulásából adódó kémiai jellegű paramétereit. Ahol tehát minden zajló folyamat passzív, ahol a rendszer nem igényel külső energiát, ahol nincsenek meghibásodható/szervizelendő alkatrészek, ahol a hidraulikus tartózkodási idő (HRT) megfelelően hosszú (~2,5 hónap), és ahol az iszapvisszatartási idő (SRT) akár több év is lehet.
- Azt, hogy vajon mennyi idő lenne ténylegesen szükséges (és egyben elegendő is), további felépítmények gyakorlatából nyerhető információk adhatnák.
- Ennyi távolról sem szükséges. Ez pusztán arra indikáció, hogy az iszapkezelésben is kevesebb lenne az ellátandó feladat, részint az eleve feleakkora szervesanyag-bemenet, részint annak az anaerob körülmények közt végbemenő fogyása okán.

Az eredmények direkt átvitele a nagyvárosi gyakorlatba ennyiből ugyan nem nyerhet elegendő konkrétumot, ám a kivitelezhetőség követelményei behatárolhatók, s azok megvalósíthatók. A kész felépítmények működtetése pedig elenyésző feladatokat ró az üzemeltetőre, s fatális következményeket még haváriaesetek sem vonnának maguk után.
A legfontosabb hozadék a praktikusan öntözővíz-tisztaságú hatalmas víztömeg, amely ekként a mezőgazdaság számára rendelkezésre áll.
Háztáji viszonylatban is jelentkezik ugyanez az előny. Amely arra is egyfajta garancia, hogy az eseti kertöntözések nem a vezetékes ivóvízzel történnek, ami direkt módon tompítja a föld alóli vízkitermelés készletapasztó hatásait, miközben indirekt módon (a szürkevíz talajba szivárogtatásával) szintén hozzájárul ugyanehhez; végső soron azt eredményezve, hogy a víz helyben marad.
Nem nehéz felismerni a módszer adaptációjából és az eljárás követéséből adódható pozitív hatásokat – bár több mint bátortalanító az a törvényi hozzáállás, amely kiterjedt eszközrendszerével teljességgel ellehetetleníti ennek a kibontakozását.